# 陳淏子
陈淏子（1612年—？），字扶摇， 自号西湖花隐翁，浙江钱塘人。清代园艺学家，明朝時曾參加科举，但未能考上舉人。清朝初年時隱居。古代园艺学著作《花镜》即为其作品。